# Gare de Hayes
La gare de Hayes (en anglais : Hayes railway station), est une gare ferroviaire terminus de la ligne de Mid-Kent (en), en zone 5 Travelcard. Elle  est située sur la Station Approach à Hayes, sur le territoire du  borough londonien de Bromley, dans le Grand Londres.
C'est une gare Network Rail desservie par des trains Southeastern de National Rail. 